# Zoom (Audiotechnikhersteller)
K.K. Zoom (japanisch 株式会社ズーム, Kabushiki kaisha Zūmu, englisch Zoom Corporation), kurz Zoom, ist ein japanischer Hersteller von Audiogeräten für Musiker.
Die Firma wurde 1983 gegründet und wurde hauptsächlich durch ihre semi-professionellen mobilen Audiorekorder über den Musiker-Bereich hinaus bekannt. Dazu entwickelte Zoom eigene Mikrofone zur XY-Stereofonie.
Zoom produziert ferner Effekt-Pedale (etwa in China hergestellte Multieffektgeräte) für Gitarren und E-Bässe, Recording Equipment und Drum Machines. Die Firma entwickelte eigene integrierte Schaltkreise und Prozessoren für ihre Geräte. Zoom vertreibt seine Geräte auf unterschiedlichen Märkten unter unterschiedlichen Namen: Zoom North America, Zoom UK Distribution Limited und in Deutschland über die Sound Service GmbH.

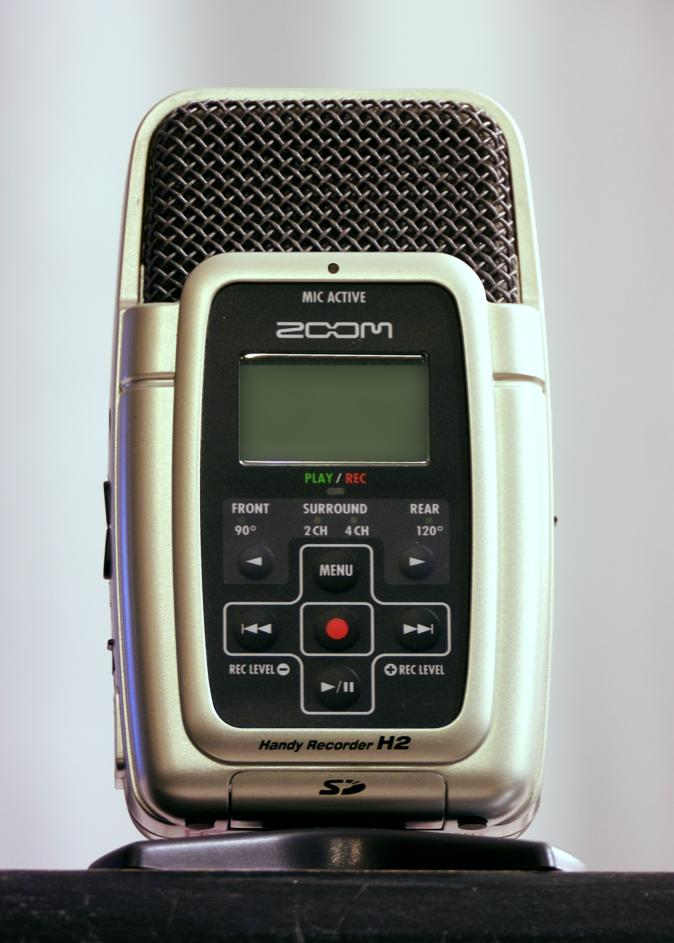
Portabler digitaler Audiorekorder Zoom H2 von 2010, für mehrstündige Aufnahmen mit einer Abtastfrequenz von bis zu 96 kHz bei 24 Bit Auflösung

Auch die preiswerteren digitalen mobilen Audiorekorder, wie der H2, der bereits 2007 für zirka 200 Euro erhältlich war, oder dessen Nachfolger H2n (2011) zeichnen sich durch eine gute Klangqualität und einfache Handhabung aus.